# Los Guerreros
Los Guerreros es una familia de luchadores profesionales méxico-estadounidenses que ha estado involucrada en la lucha libre profesional durante tres generaciones: desde el patriarca de la familia, Salvador "Gory" Guerrero, el cual realizó su debut en 1937, hasta Chavo Guerrero, Jr., hijo del primogénito de Gory, Chavo. Durante la trayectoria de la familia, han obtenido numerosos campeonatos en parejas entre ellos, incluyendo el Campeonato en Parejas de la WWE.
Los miembros de la familia Guerrero han trabajado en la gran mayoría de las grandes promociones de lucha libre profesional, incluyendo la World Wrestling Entertainment (WWE), World Championship Wrestling (WCW), Extreme Championship Wrestling (ECW), National Wrestling Alliance (NWA) y Total Nonstop Action Wrestling (TNA). Sin embargo, los miembros de la familia Guerrero sólo han formado equipo en la NWA y WWE.
La más reciente encarnación de Los Guerreros fue en la World Wrestling Entertainment en la marca de SmackDown!. El equipo estaba formado por Chavo Guerrero, Jr. y Vickie Guerrero, mujer del fallecido Eddie Guerrero.
Actualmente Chavo Jr. es uno de los productores del programa y promoción de lucha libre estadounidense Lucha Underground.

## La familia Guerrero
Salvador "Gory" Guerrero, el fundador de la familia Guerrero de luchadores, fue uno de los primeros pioneros de la lucha libre mexicana, siendo acreditado como el inventor del "Camel clutch". Gory se casó con Herlinda Yáñez cuyos tres hermanos eran también luchadores profesionales. Gory y Herlinda tuvieron seis hijos: 4 varones y 2 mujeres. Los cuatro hijos varones acabaron siendo luchadores profesionales:
- Chavo Guerrero: El mayor de los hijos varones de Guerrero hizo su debut en 1974 y estuvo en activo hasta 2004, cuando fue despedido por la WWE, falleció en 2017.
- Mando Guerrero: El segundo hijo varón más mayor comenzó en la lucha amateur en 1974, trabajando principalmente en California y en la American Wrestling Association durante los años 80s.
- Héctor Guerrero: Comenzó en la lucha amateur en 1977, y en el 2008 trabaja en el equipo anunciante español de la TNA.
- Eddie Guerrero: El hermano Guerrero más joven (con 18, 15 y 13 años de diferencia con sus hermanos) fue el más conocido de todos. Murió en 2005.

El hijo de Chavo, Chavo Guerrero, Jr. debutó en 1994 como la 3.ª generación de Los Guerreros formando parte del círculo.

### Árbol genealógico
|                |                |                |                |                |                |  |  |                                |                                |                                |                                |                                |                                |  |  | Salvador "Gory" Guerrero (1921–1990) | Salvador "Gory" Guerrero (1921–1990) | Salvador "Gory" Guerrero (1921–1990) | Salvador "Gory" Guerrero (1921–1990) | Salvador "Gory" Guerrero (1921–1990) | Salvador "Gory" Guerrero (1921–1990) |  |  | Herlinda Llanes         | Herlinda Llanes         | Herlinda Llanes         | Herlinda Llanes         | Herlinda Llanes         | Herlinda Llanes         |  |  |                       |                       |                       |                       |                       |                       |  |  |                        |                        |                        |                        |                        |                        |  |  |                            |                            |                            |                            |                            |                            |  |  |                         |                         |                         |                         |                         |                         |  |  |  |  |  |  |
|                |                |                |                |                |                |  |  |                                |                                |                                |                                |                                |                                |  |  | Salvador "Gory" Guerrero (1921–1990) | Salvador "Gory" Guerrero (1921–1990) | Salvador "Gory" Guerrero (1921–1990) | Salvador "Gory" Guerrero (1921–1990) | Salvador "Gory" Guerrero (1921–1990) | Salvador "Gory" Guerrero (1921–1990) |  |  | Herlinda Llanes         | Herlinda Llanes         | Herlinda Llanes         | Herlinda Llanes         | Herlinda Llanes         | Herlinda Llanes         |  |  |                       |                       |                       |                       |                       |                       |  |  |                        |                        |                        |                        |                        |                        |  |  |                            |                            |                            |                            |                            |                            |  |  |                         |                         |                         |                         |                         |                         |  |  |  |  |  |  |
|                |                |                |                |                |                |  |  |                                |                                |                                |                                |                                |                                |  |  |                                      |                                      |                                      |                                      |                                      |                                      |  |  |                         |                         |                         |                         |                         |                         |  |  |                       |                       |                       |                       |                       |                       |  |  |                        |                        |                        |                        |                        |                        |  |  |                            |                            |                            |                            |                            |                            |  |  |                         |                         |                         |                         |                         |                         |  |  |  |  |  |  |
|                |                |                |                |                |                |  |  |                                |                                |                                |                                |                                |                                |  |  |                                      |                                      |                                      |                                      |                                      |                                      |  |  |                         |                         |                         |                         |                         |                         |  |  |                       |                       |                       |                       |                       |                       |  |  |                        |                        |                        |                        |                        |                        |  |  |                            |                            |                            |                            |                            |                            |  |  |                         |                         |                         |                         |                         |                         |  |  |  |  |  |  |
| María Guerrero | María Guerrero | María Guerrero | María Guerrero | María Guerrero | María Guerrero |  |  | Chavo Guerrero Sr. (1949–2017) | Chavo Guerrero Sr. (1949–2017) | Chavo Guerrero Sr. (1949–2017) | Chavo Guerrero Sr. (1949–2017) | Chavo Guerrero Sr. (1949–2017) | Chavo Guerrero Sr. (1949–2017) |  |  | Mando Guerrero (1950–)               | Mando Guerrero (1950–)               | Mando Guerrero (1950–)               | Mando Guerrero (1950–)               | Mando Guerrero (1950–)               | Mando Guerrero (1950–)               |  |  | Héctor Guerrero (1954–) | Héctor Guerrero (1954–) | Héctor Guerrero (1954–) | Héctor Guerrero (1954–) | Héctor Guerrero (1954–) | Héctor Guerrero (1954–) |  |  | Linda Guerrero        | Linda Guerrero        | Linda Guerrero        | Linda Guerrero        | Linda Guerrero        | Linda Guerrero        |  |  | Vickie Lara (1968–)    | Vickie Lara (1968–)    | Vickie Lara (1968–)    | Vickie Lara (1968–)    | Vickie Lara (1968–)    | Vickie Lara (1968–)    |  |  | Eddie Guerrero (1967–2005) | Eddie Guerrero (1967–2005) | Eddie Guerrero (1967–2005) | Eddie Guerrero (1967–2005) | Eddie Guerrero (1967–2005) | Eddie Guerrero (1967–2005) |  |  | Tara Mahoney            | Tara Mahoney            | Tara Mahoney            | Tara Mahoney            | Tara Mahoney            | Tara Mahoney            |  |  |  |  |  |  |
| María Guerrero | María Guerrero | María Guerrero | María Guerrero | María Guerrero | María Guerrero |  |  | Chavo Guerrero Sr. (1949–2017) | Chavo Guerrero Sr. (1949–2017) | Chavo Guerrero Sr. (1949–2017) | Chavo Guerrero Sr. (1949–2017) | Chavo Guerrero Sr. (1949–2017) | Chavo Guerrero Sr. (1949–2017) |  |  | Mando Guerrero (1950–)               | Mando Guerrero (1950–)               | Mando Guerrero (1950–)               | Mando Guerrero (1950–)               | Mando Guerrero (1950–)               | Mando Guerrero (1950–)               |  |  | Héctor Guerrero (1954–) | Héctor Guerrero (1954–) | Héctor Guerrero (1954–) | Héctor Guerrero (1954–) | Héctor Guerrero (1954–) | Héctor Guerrero (1954–) |  |  | Linda Guerrero        | Linda Guerrero        | Linda Guerrero        | Linda Guerrero        | Linda Guerrero        | Linda Guerrero        |  |  | Vickie Lara (1968–)    | Vickie Lara (1968–)    | Vickie Lara (1968–)    | Vickie Lara (1968–)    | Vickie Lara (1968–)    | Vickie Lara (1968–)    |  |  | Eddie Guerrero (1967–2005) | Eddie Guerrero (1967–2005) | Eddie Guerrero (1967–2005) | Eddie Guerrero (1967–2005) | Eddie Guerrero (1967–2005) | Eddie Guerrero (1967–2005) |  |  | Tara Mahoney            | Tara Mahoney            | Tara Mahoney            | Tara Mahoney            | Tara Mahoney            | Tara Mahoney            |  |  |  |  |  |  |
|                |                |                |                |                |                |  |  |                                |                                |                                |                                |                                |                                |  |  |                                      |                                      |                                      |                                      |                                      |                                      |  |  |                         |                         |                         |                         |                         |                         |  |  |                       |                       |                       |                       |                       |                       |  |  |                        |                        |                        |                        |                        |                        |  |  |                            |                            |                            |                            |                            |                            |  |  |                         |                         |                         |                         |                         |                         |  |  |  |  |  |  |
|                |                |                |                |                |                |  |  |                                |                                |                                |                                |                                |                                |  |  |                                      |                                      |                                      |                                      |                                      |                                      |  |  |                         |                         |                         |                         |                         |                         |  |  |                       |                       |                       |                       |                       |                       |  |  |                        |                        |                        |                        |                        |                        |  |  |                            |                            |                            |                            |                            |                            |  |  |                         |                         |                         |                         |                         |                         |  |  |  |  |  |  |
|                |                |                |                |                |                |  |  | Chavo Guerrero Jr. (1970–)     | Chavo Guerrero Jr. (1970–)     | Chavo Guerrero Jr. (1970–)     | Chavo Guerrero Jr. (1970–)     | Chavo Guerrero Jr. (1970–)     | Chavo Guerrero Jr. (1970–)     |  |  |                                      |                                      |                                      |                                      |                                      |                                      |  |  |                         |                         |                         |                         |                         |                         |  |  | Aiden English (1987–) | Aiden English (1987–) | Aiden English (1987–) | Aiden English (1987–) | Aiden English (1987–) | Aiden English (1987–) |  |  | Shaul Guerrero (1990–) | Shaul Guerrero (1990–) | Shaul Guerrero (1990–) | Shaul Guerrero (1990–) | Shaul Guerrero (1990–) | Shaul Guerrero (1990–) |  |  | Sherilyn Guerrero (1995–)  | Sherilyn Guerrero (1995–)  | Sherilyn Guerrero (1995–)  | Sherilyn Guerrero (1995–)  | Sherilyn Guerrero (1995–)  | Sherilyn Guerrero (1995–)  |  |  | Kaylie Guerrero (2002–) | Kaylie Guerrero (2002–) | Kaylie Guerrero (2002–) | Kaylie Guerrero (2002–) | Kaylie Guerrero (2002–) | Kaylie Guerrero (2002–) |  |  |  |  |  |  |
|                |                |                |                |                |                |  |  | Chavo Guerrero Jr. (1970–)     | Chavo Guerrero Jr. (1970–)     | Chavo Guerrero Jr. (1970–)     | Chavo Guerrero Jr. (1970–)     | Chavo Guerrero Jr. (1970–)     | Chavo Guerrero Jr. (1970–)     |  |  |                                      |                                      |                                      |                                      |                                      |                                      |  |  |                         |                         |                         |                         |                         |                         |  |  | Aiden English (1987–) | Aiden English (1987–) | Aiden English (1987–) | Aiden English (1987–) | Aiden English (1987–) | Aiden English (1987–) |  |  | Shaul Guerrero (1990–) | Shaul Guerrero (1990–) | Shaul Guerrero (1990–) | Shaul Guerrero (1990–) | Shaul Guerrero (1990–) | Shaul Guerrero (1990–) |  |  | Sherilyn Guerrero (1995–)  | Sherilyn Guerrero (1995–)  | Sherilyn Guerrero (1995–)  | Sherilyn Guerrero (1995–)  | Sherilyn Guerrero (1995–)  | Sherilyn Guerrero (1995–)  |  |  | Kaylie Guerrero (2002–) | Kaylie Guerrero (2002–) | Kaylie Guerrero (2002–) | Kaylie Guerrero (2002–) | Kaylie Guerrero (2002–) | Kaylie Guerrero (2002–) |  |  |  |  |  |  |

## Lucha en la familia

### Gory y Chavo
La pareja formada por Salvador "Gory" Guerrero y su hijo mayor Chavo fue la primera de la familia Guerrero que luchó en conjunto. Ambos consiguieron en 1976 el Campeonato Americano en Parejas de la NWA derrotando a la pareja formada por Karl Von Brauner y Senior X. Al día siguiente, Roddy Piper y Crusher Verdu les arrebataron los títulos.

### Chavo, Mando, Héctor y Eddie
Los tres hijos varones más mayores de Gory comenzaron a luchar en la década de los 70s. Durante los años 70s y 80s los tres hermanos consiguieron numerosos títulos por parejas en conjunto: Héctor y Chavo consiguieron el Campeonato de los Estados Unidos en Parejas de Florida y el Campeonato Americano en Parejas de la NWA (título que anteriormente ya habían conseguido su padre Gory y el propio Chavo); además, Héctor, junto con su hermano Mando llegó a conquistar en tres ocasiones el Campeonato Americano en Parejas de la NWA y el Campeonato en Parejas de la UCW. Años después, a finales de los años 80s, el hijo menor de los Guerreros, Eddie, debutaba en la lucha libre profesional en 1987. Eddie, junto con sus hermanos Chavo y Mando llegó a conquistar el Campeonato Mundial de Tríos, y con su otro hermano, Héctor, consiguió el Campeonato en Parejas de la WWE (actualmente el Campeonato en Parejas de Raw).

### Eddie y Chavo Jr.

#### World Championship Wrestling
En la WCW Eddie y Chavo no formaron equipo; fue más tarde, en la WWE, cuando ambos comenzaron a formar equipo. Chavo tenía sólo un año de experiencia, y a pesar de los 8 o 9 años de experiencia de Eddie, no habrían conseguido ser un buen equipo. Tuvieron una rivalidad, originada cuando Eddie abandonó a Chavo durante un combate. Dicha rivalidad finalizó cuando ambos se enfrentaron en un Hair vs. Hair match, dónde Eddie derrotó a Chavo.

#### World Wrestling Entertainment
Los Guerreros fue el nombre oficial del grupo formado por Eddie y Chavo Guerrero en la World Wrestling Entertainment, siendo 2 veces Campeones por Parejas de la WWE juntos. Este equipo se formó cuando Eddie dio el salto a la banda SmackDown!. Eddie había formado equipo con Chris Benoit durante su estancia en RAW, pero Benoit pasó a ser face y tuvo un feudo con Kurt Angle mientras él y Eddie eran equipo. Eddie y Chavo acabaron formando un equipo heel cuando se anunció un torneo para coronar a los primeros Campeones por Parejas de la WWE, ya que el cinturón había sido introducido en la compañía recientemente por Stephanie McMahon. Los Guerreros derrotaron a Mark Henry & Rikishi llegando hasta semifinales, pero fueron derrotados por los que luego se convertirían en campeones, Kurt Angle & Chris Benoit. Angle & Benoit derrotaron en las finales a Edge & Rey Mysterio en No Mercy.
Tras el torneo, Los Guerreros permanecieron como equipo mientras Edge & Rey Mysterio arrebataban los títulos a Kurt Angle & Chris Benoit durante una edición de SmackDown!. En Survivor Series, Los Guerreros consiguieron ganar el Campeonato por Parejas de la WWE tras derrotar en una Triple Threat Elimination match a los entonces campeones Rey Mysterio & Edge y a los anteriores campeones Kurt Angle & Chris Benoit. Los Guerreros cambiaron a face y acto seguido tuvieron un feudo con John Cena & B-2, y con Shelton Benjamin & Charlie Haas, llamándose por aquel entonces Team Angle, ante los cuales perdieron sus títulos por parejas. Más tarde, Eddie comenzó a formar equipo con Tajiri, con el que ganó nuevamente los Campeonatos por Parejas de la WWE debido a una lesión de Chavo. Team Angle recuperaron nuevamente los títulos, pero meses después, tras el regreso de Chavo de su lesión, Los Guerreros se convirtieron en Campeones por Parejas de la WWE por segunda vez. Perdieron sus campeonatos ante The Basham Brothers alrededor de un mes después de conseguirlos, encabezando un storyline que duró varios meses. El storyline finalizó cuando Chavo cambió nuevamente a heel, disolviendo el equipo. Eddie Guerrero entonces ascendió a ser un main eventer tras ganar el Campeonato de la WWE.
La última aparición televisada entre Chavo & Eddie como equipo fue en Judgment Day 2005 cuando Chavo intentó interferir en el combate que estaban librando Eddie y Rey Mysterio.
- Tácticas

Los Guerreros fueron extremadamente queridos por el público gracias a su gimmick y su divisa "We Lie, We Cheat, We Steal".
Una de sus tácticas en el ring más populares fue lanzar un objeto ilegal (como sillas, campeonatos si se trataba de combates por el título, etc.) al rival cuando el árbitro se encontraba de espaldas a ellos y tirarse a la lona simulando que habían sido golpeados con ese objeto. Cuando el árbitro por fin se daba la vuelta hacia ellos, el oponente, generalmente, era descalificado o era arrebatado de su objeto ilegal.
Tras la ruptura del equipo, ambos mantuvieron sus gimmick. Mientras Chavo se convertía en el clásico luchador heel, Eddie permaneció siendo un luchador face.

### Chavo y Chavo Jr.
Tras la ruptura del equipo formado por Chavo Jr. y Eddie, este primero pronto se juntó con su padre Chavo Guerrero, Sr.. El mayor de los dos Chavo, fue conocido más adelante como "Chavo Classic", siendo principalmente el mánager de su hijo durante su carrera en la World Wrestling Entertainment.
Tras perder frente a Eddie en Royal Rumble, se formó un storyline en el que Chavo estaba celoso de Rey Mysterio debido a que éste interpretó la canción de entrada del evento PPV No Way Out 2004, por lo que Chavo retó a Rey por su Campeonato Peso Crucero de la WWE. Guerrero derrotó a Mysterio convirtiéndose en Campeón de Peso Crucero. Meses después, Chavo Jr. retó a cualquier luchador a un combate por su Campeonato de Peso Crucero. Jacqueline aceptó ese desafío, y acabó ganando el campeonato. Meses después Chavo Jr. recuperaría el Campeonato de Peso Crucero en Judgment Day 2004 tras derrotar a Jacqueline. En la estipulación de este combate se dijo que Chavo Jr. tendría que tener una mano atada a su espalda. En cambio, su padre le desató la mano cuando el árbitro no estaba siguiendo la lucha; sin embargo, la siguiente semana en SmackDown! Chavo Classic ganaba el Campeonato de Peso Crucero de manera accidental en un Triple Threat match cuando Spike Dudley (el otro participante) noqueó a Chavo Sr., el cual cayó sobre su hijo, ganando la lucha por cuenta de 3. Chavo retuvo su campeonato alrededor de un mes hasta que de nuevo Rey Mysterio le despojó del título. Ese mismo año Chavo Classic fue despedido de la WWE debido a que no apareció durante un show.

### Chavo Jr. y Vickie
La última y más reciente versión de Los Guerreros está formada por Chavo Guerrero, Jr. y por la viuda de su tío Eddie, Vickie Guerrero. Vickie actuó como la mánager de Chavo cuando ésta estaba disgustada porque el nombre de Eddie estaba siendo usado por luchadores que no pertenecían a la familia Guerrero (un ejemplo de ello es Rey Mysterio). Ambos usaron las trampas que otros miembros de la familia Guerrero ya habían hecho famosas, aunque esta vez para la desgracia y consternación de la audiencia. Pasado no mucho tiempo de finalizar su feudo con Rey, Chavo inició otro feudo con Chris Benoit (otro íntimo amigo de Eddie), comenzando a preguntarle los motivos por los que usaba el nombre de Eddie. Ambos encabezaron un feudo que duró varios meses, el cual convirtió a Chavo en el Contendiente N.º 1 al Campeonato de los Estados Unidos de Benoit, lo cual acabó resultando fallido después de las continuas interferencias de Vickie, que propiciaban la descalificación de Chavo. Esto produjo que Chavo abandonara a Vickie. No fue hasta mediados de febrero de 2007, durante el evento No Way Out 2007, cuando Chavo consiguió convertirse nuevamente en Campeón Peso Crucero de la WWE, tras eliminar finalmente a Jimmy Wang Yang y, por tanto, acabando con el reinado de más de un año de duración de Gregory Helms.

#### La Familia
En 2008, Chavo y Vickie volvieron a juntarse formando una "extensa familia" originada debido al amor (Kayfabe) entre la propia Vickie y el luchador Edge. Esta equipo fue formado por Chavo y Vickie, Edge y sus séquitos Curt Hawkins & Zack Ryder, y el guardaespaldas Bam Neely. Todo el conjunto se llama "La Familia".
Durante su periodo en La Familia, Chavo consiguió el Campeonato de la ECW en la edición del 22 de enero de 2008 de ECW on Sci Fi tras derrotar a CM Punk.

## Miembros
- Originales
  - Salvador "Gory" Guerrero
  - Chavo Guerrero
  - Mando Guerrero
  - Héctor Guerrero
  - Eddie Guerrero
  - Chavo Guerrero, Jr.
  - Vickie Guerrero
- No reconocidos / especiales
  - Art Barr
  - Chris Benoit
  - Rey Mysterio

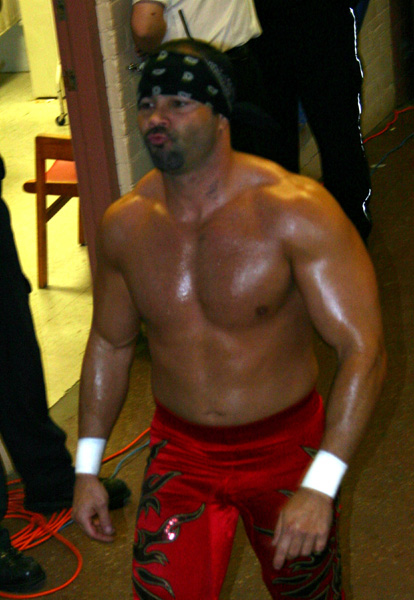
Chavo Guerrero Jr., el miembro más joven de la familia Guerrero.

  - Denia Swaby-Guerrero (leader member)
  - Tajiri
  - Edge - Como parte de "La Familia"
  - Curt Hawkins & Zack Ryder - Como parte de "La Familia"
  - Bam Neely - Como parte de "La Familia"

## En lucha
- Movimientos finales
  - Gory Special - Gory y Chavo
  - Camel clutch - Gory
  - Guerrero Spike (Back body flip dropped into a neckbreaker slam) - Mando
  - Guerrero Clutch (Rolling stretch cradle) - Héctor
  - Frog Splash - Eddie[32] y Chavo Jr.[33]
  - Lasso from El Paso (Elevated Cloverleaf) - Eddie[32]
  - Gory Bomb - Chavo Jr.[33]

## Campeonatos y logros

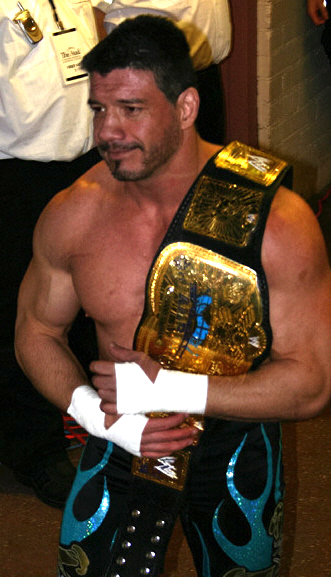
Eddie, con el Campeonato en Parejas de la WWE.

- Championship Wrestling from Florida
  - NWA Florida United States Tag Team Championship (1 vez) - Héctor y Chavo

- Pro Wrestling Federation
  - PWF Tag Team Championship (1 vez) - Héctor y Eddie

- World Wrestling Alliance (San Francisco)
  - NWA Americas Tag Team Championship (5 veces) - Gory y Chavo (1), Chavo y Héctor (1), Mando y Héctor (3)

- World Wrestling Association
  - WWA World Trios Championship (1 vez) - Chavo, Mando y Eddie

- World Championship Wrestling
  - WCW Cruiserweight Championship (4 veces) - Eddie (2)[34][35] y Chavo Jr. (2)[36][37]

- World Wrestling Entertainment
  - WWE Championship (1 vez) - Eddie[38]
  - ECW Championship (1 vez) - Chavo Jr.[39]
  - WWE Tag Team Championship (2 veces) - Eddie y Chavo Jr.[10][11]
  - WWE United States Championship (1 vez) - Eddie[40]
  - WWE Cruiserweight Championship (4 veces) - Chavo Jr. (3)[41][42][43] y Chavo (1)[44]

- Circuito independiente
  - UWC Tag Team Championship (1 vez) - Mando y Héctor

- Wrestling Observer Newsletter
  - WON Equipo del año - 2002, Eddie & Chavo, Jr.
  - Situado en el Nº8 del WON Mejor pareja de la década (2000–2009), Chavo, Jr. & Eddie[45]